# Sympathie (Musik)
Der Begriff Sympathie (von lat. sympathia, griech. sympátheia ‚Mitgefühl‘) bezeichnet ein kleines Werk der Instrumentalmusik von Natias Neutert, das als Performance unter dem Titel Sympathie für Piano und Pumpe 1988 in Berlin uraufgeführt wurde; Wegen des geringen Umfangs des Instrumentalstücks gilt es musikalisch als Bagatelle. Im Sinne einer Hommage bezieht es sich auf das Œuvre des bildenden Künstlers Joseph Beuys, insbesondere auf den sogenannten Darmstädter Block.

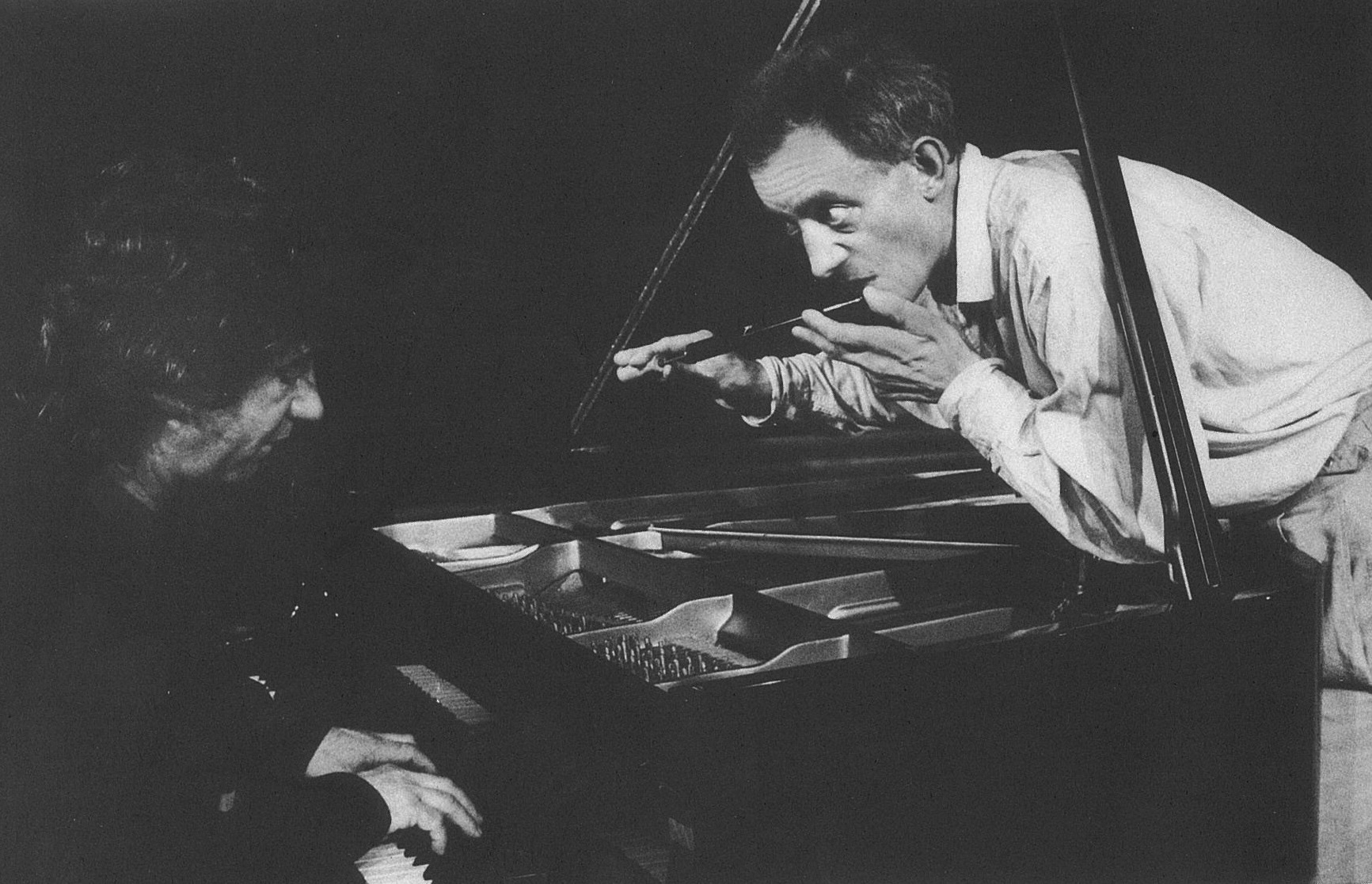
Peter Adrian Wulff und Natias Neutert, 1988

## Begriffsgeschichte
Eingeführt in die musiktheoretische Fachsprache wurde der Begriff Sympathie von Natias Neutert, durch dessen musikalische Performance mit dem anspielungsreichen Titel Sympathie für Piano und Pumpe.
Die aus drei Sätzen bestehende musikalische Performance entstand im Klima vehementer Streitigkeiten um die Frage, ob der so genannte Darmstädter Block – seit 1970 von Joseph Beuys „letzter Hand“ im Hessischen Landesmuseum Darmstadt arrangiert – zu anderweitigen Ausstellungszwecken bewegt werden dürfte oder nicht. „Um gegen die museale Verpuppung des Œuvres von Joseph Beuys anzugehen“ (Neutert), verfiel der […] wechselweise in Berlin und Hamburg lebende Gesamtkunstwerker Natias Neutert „auf den genialen Einfall eines Dritten Weges:“ Er verwendete zwei signifikante Elemente aus dem plastischen Werk von Joseph Beuys, indem er Klavier und Luftpumpe zwar nur symbolisch „entwendete“, dafür äußerst real zur Klangwirkung brachte.

## Uraufführung
Vermittelt wurde das Projekt durch Heiner Bastian. Finanziell möglich wurde es durch einen an Neutert vom Namensgeber gestiftetes Harald-Szeemann-Stipendium in bar. Dass nicht nur Anselm Kiefer aus dem Odenwald, sondern sogar der italienische Komponist Luigi Nono eigens aus Venedig angereist kamen, sorgte im Rahmen von Berlin – Kulturstadt Europas 1988 schon vorab für Furore.
Empfindsam tastender Pianist war Peter Adrian Wulff; Performer, Trommler und „Luftpumpenbläser“ war Natias Neutert selbst, als Schöpfer des Ganzen.

## Rezeption
Da die während der Darbietung im Martin-Gropius-Bau aufgenommene und bald darauf auf unerklärliche Weise verschwundene Video-Dokumentation nach wie vor unauffindbar ist, können nur „Ohrenzeugen“ etwas vom ungewöhnlichen Zauber dieses Ereignisses wiedergeben, das kurz darauf in der Hamburger Kunsthalle wiederaufgeführt wurde:
- Wulff „erkundet das unbekannte musikalisch-künstlerische Terrain des hölzernen Materials.“ Und wenn „Neutert seinen Flötenpart spielt, erstaunlich klar melodiös und zugleich mit leise klagenden Unterton, wird der Resonanzkörper des Flügels zum Verstärker, ein Belüftungsloch zum Mikrophon.“[9]

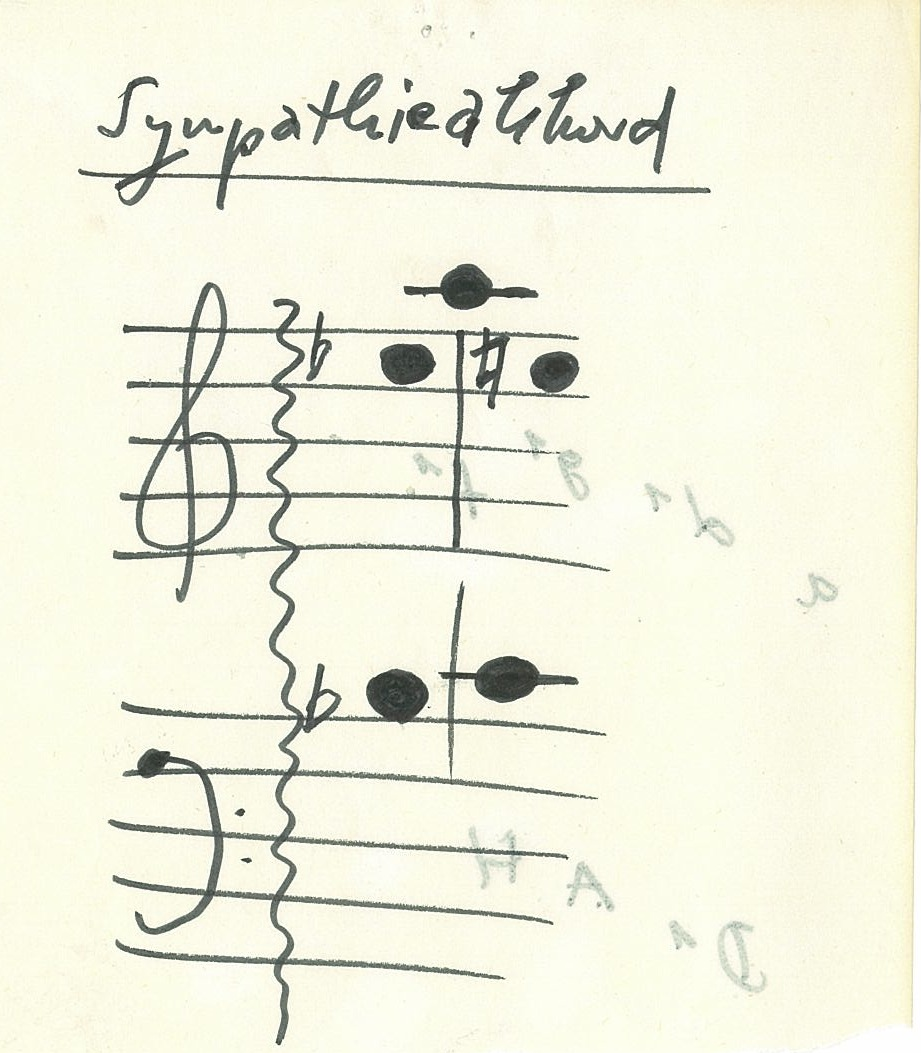
Sympathieakkord von Natias Neutert, Faksimile 1987

- Alles, was in den drei Sätzen […] geschieht, „geschieht aber nicht nur in den hohen, mit feinem Draht gezupften und den dumpfen Pizzicati und den elfenfeinen Melodiepartikeln, nicht nur im Anschwellen, Tremolieren, Verhallen von Tönen, die zu Geräuschen werden, und von Geräuschen, die Töne werden möchten; es geschieht nicht nur in  Arpeggien und den luftreichen, sich fauchend emanzipierenden Flötentönen, die Neutert seiner Luftpumpe entwindet – sondern auch in den vielen Pausen, in denen die Musik nachzudenken scheint, in der Stille, in der das Publikum Gefallen daran findet, in sich selber zu hören.“[10]
- "Neuterts Sympathie kam völlig ohne Effekthascherei aus: die ganze Spannung entwickelte sich aus einer Musik, die so vibrierend zwischen Klang und Geräusch hin- und her schwingt, dass man wieder horchen muss, nicht nur hören. Eine Fahrradluftpumpe als "Zauberflöte" und ein Klavier, das zur Harfe wurde"[11] – mit einem Wort:
- ein „eigenwilliges Requiem“.[12]

Dass der Begriff Sympathie sich als Name des Stückes eingebürgert hat, belegt nicht zuletzt der junge Filmkomponist  Pablo Paolo Kilian, der seine kurze Zeitreise – hin und zurück genauso untertitelt und in diesem Sinne Natias Neutert gewidmet hat.